# Condado de Montalbán
El condado de Montalbán es un título nobiliario español creado el 11 de abril de 1729 por el rey Felipe V, a favor de Alonso del Corro y Guerrero, Secretario del Santo Oficio de la Inquisición de Llerena.
Este título fue rehabilitado el 11 de diciembre de 1918 por el rey Alfonso XIII a favor de Beatriz de Mendoza y Esteban, que se convirtió así en la segunda condesa de Montalbán.

## Condes de Montalbán
|                                 | Titular                                       | Periodo               |
| Creación por Felipe V           | Creación por Felipe V                         | Creación por Felipe V |
| ------------------------------- | --------------------------------------------- | --------------------- |
| I                               | Alonso del Corro y Guerrero                   | 1729-                 |
| Rehabilitación por Alfonso XIII |                                               |                       |
| II                              | Beatriz de Mendoza y Esteban                  | 1918-1970             |
| III                             | Carlos Bullón de Mendoza                      | 1971-2005             |
| IV                              | Alfonso Bullón de Mendoza                     | 2009-2021             |
| V                               | Alfonso Bullón de Mendoza y Gómez de Valugera | 2021-                 |

## Historia de los condes de Montalbán
- Alonso del Corro y Guerrero, I conde de Montalbán.

Rehabilitado en 1918 por:
- Beatriz de Mendoza y Esteban (1886-1970), II condesa de Montalbán, VII marquesa de Selva Alegre.

1. Casó en 7 de enero de 1922 con Eloy Bullón y Fernández. Le sucedió, en 1971, su hijo:

- Carlos Bullón de Mendoza, III conde de Montalbán. Falleció en Madrid el 30 de diciembre de 2005. Le sucedió, en 2009, su hermano:

- Alfonso Bullón de Mendoza, IV conde de Montalbán, VIII marqués de Selva Alegre.

1. Casó con Ángela Gómez de Valugera y García Roda. Le sucedió, por distribución en 2021, su hijo:

- Alfonso Bullón de Mendoza y Gómez de Valugera, V conde de Montalbán.[2]